# Шинкаренко, Виктория Николаевна
Виктория Николаевна Шинкаренко (укр. Вікторія Миколаївна Шинкаренко; род. 6 декабря 1995 года в Киеве, Украина) — украинская спортсменка, представлявшая художественную гимнастику, призёр чемпионатов мира и Европы. Финалистка первых в истории летних юношеских Олимпийских игр.

## Биография
Виктория Шинкаренко начала тренироваться в школе Нины и Елены Витриченко, когда ей было 5 лет. Её первым турниром стали соревнования на призы Амины Зариповой, на которых она получила титул «Грация турнира». В 2007 году Шинкаренко выиграла чемпионат Украины и получила приглашение от Альбины Николаевны Дерюгиной тренироваться в Киеве вместе с национальной сборной.
На чемпионате Европы 2010 года среди юниоров украинская команда (Виктория Шинкаренко, Александра Гридасова и Евгения Гомон) заняла шестое место в многоборье, сама же Виктория не смогла квалифицироваться в финал упражнений с мячом (15-е место), но стала бронзовым призёром в финале упражнений со скакалкой. Помимо медали она выиграла лицензию на участие в юношеских Олимпийских играх в Сингапуре, где в финале многоборья стала восьмой.
На турнире в Марбелье, проходившем в рамках этапа Гран-При, она стала третьей в многоборье, уступив только российским гимнасткам, Анне Трубниковой и Наталье Булычёвой. Сезон 2010 года Шинкаренко завершила на международном клубном чемпионате AEON Cup в Японии. Вместе с Натальей Годунко и Алиной Максименко она представляла школу Дерюгиных, заняв в итоге третье место среди команд, а также выиграв личную «бронзу» среди юниорок.
Как сениорка Шинкаренко начала выступать с 2011 года. На международном турнире в Лос-Анджелесе она показала пятый результат в многоборье, на последовавших стартах стабильно занимала места в первой десятке. На дебютном для неё чемпионате мира в Монпелье Виктория, выполнив упражнение с булавами, завоевала «бронзу» в командном многоборье вместе с Алиной Максименко, Анной Ризатдиновой и Викторией Мазур. На клубном чемпионате AEON Cup 2011 года украинская сборная (Алина Максименко, Виктория Шинкаренко и Анастасия Мульмина) повторила прошлогоднее достижение, заняв третье место среди команд.
В 2012 году Шинкаренко приняла участие в предолимпийском чемпионате Европы в Нижнем Новгороде, заняв 19-е место в индивидуальном многоборье.
В 2013 году на чемпионате мира в Киеве Виктория выступила с показательным номером на открытии соревнований, а затем в групповом многоборье, выполнив упражнение с 10 булавами с пятым результатом (16,766), что позволило группе пройти в финал. Однако из-за ошибки, допущенной во втором упражнении (с тремя мячами и двумя лентами), украинки по итогам многоборья заняли пятнадцатое место. На следующий день Виктория Шинкаренко, Елена Дмитраш, Евгения Гомон, Светлана Прокопова и Валерия Гудым в финале упражнений с булавами выиграли бронзовые медали, уступив только командам из Испании и Италии.
После киевского чемпионата Виктория Шинкаренко завершила спортивную карьеру.